# Nils Svensson (bonadsmålare)
Nils Svensson, född 29 september 1727 i Mosslunda, Vrå socken, Kronobergs län, död 28 maj 1802 i Gyltige, Breareds socken, Hallands län, var en svensk bonadsmålare.

## Biografi
Nils Svensson var från 1755 gift med Britta Jönsdotter och far till bonadsmålaren Johannes Nilsson. Han blev kvar i sin hemsocken fram till sitt giftermål 1755 då han flyttade till sin svärfars gård i Gyltige by.
Någon större inblick i hans liv och person finns inte, men man antar av stilistiska skäl att han arbetade som biträde till Nils Lindberg. Tekniskt påminner Svenssons stil om Lindbergs, men detaljuppfattningen skiljer sig åt avsevärt. Även den kantigt textila formgivningen är mindre framträdande hos Svensson, som tvärtom gärna avrundar sina motiv. Kännetecknande för Svenssons måleri är en friare och mindre stereotyp komposition samt ett större och mer varierat motivval.
Han brukar benämnas som den förste Gyltigemålaren och var den förste företrädaren för Brearedskolan under det svenska bonadsmåleriets höjdpunkt. Han var en föregångare med sitt färgval då han utökade färgskalan inom bonadsmåleriet där rött fick en dominerande ställning i hans kolorit.
Hans bonader spreds huvudsakligen i södra Halland och sydvästra Småland. Svensson är representerad vid Varbergs museum, Nordiska museet, Kulturen i Lund, Skansen och Göteborgs historiska museum.